# Batrachylodes minutus
Batrachylodes minutus är en groddjursart som beskrevs av Brown och Parker 1970. Batrachylodes minutus ingår i släktet Batrachylodes och familjen Ceratobatrachidae. IUCN kategoriserar arten globalt som livskraftig. Inga underarter finns listade.